# Dustin Lance Black
Dustin Lance Black, född 10 juni 1974 i Sacramento i USA, är en amerikansk författare, regissör och film- och TV-producent. 
Black har belönats med en Oscar för bästa manuskript för filmen Milk. Han är uppvuxen i en mormonfamilj i San Antonio, Texas.
Han är sedan 2017 gift med simhopparen Tom Daley som han också har en son ihop med.

## Filmografi (urval)
- 2008 – Milk
- 2011 – J. Edgar